# Nicoletta Braschi
Nicoletta Braschi, född 19 april 1960 i Cesena i Emilia-Romagna, är en italiensk skådespelerska och filmproducent.
Nicoletta Braschi är sedan 1991 gift med skådespelaren Roberto Benigni och de två har spelat mot varandra i flera filmer.

## Filmografi (urval)
- 1986 – Down by Law (roll)
- 1988 – Den lilla djävulen (roll)
- 1991 – Johnny Tandpetaren (roll)
- 1997 – Livet är underbart (roll)
- 1997 – Ovosodo (roll)
- 2002 – Pinocchio (produktion och roll)
- 2005 – Tigern och snön (produktion och roll)